# Beverweerd

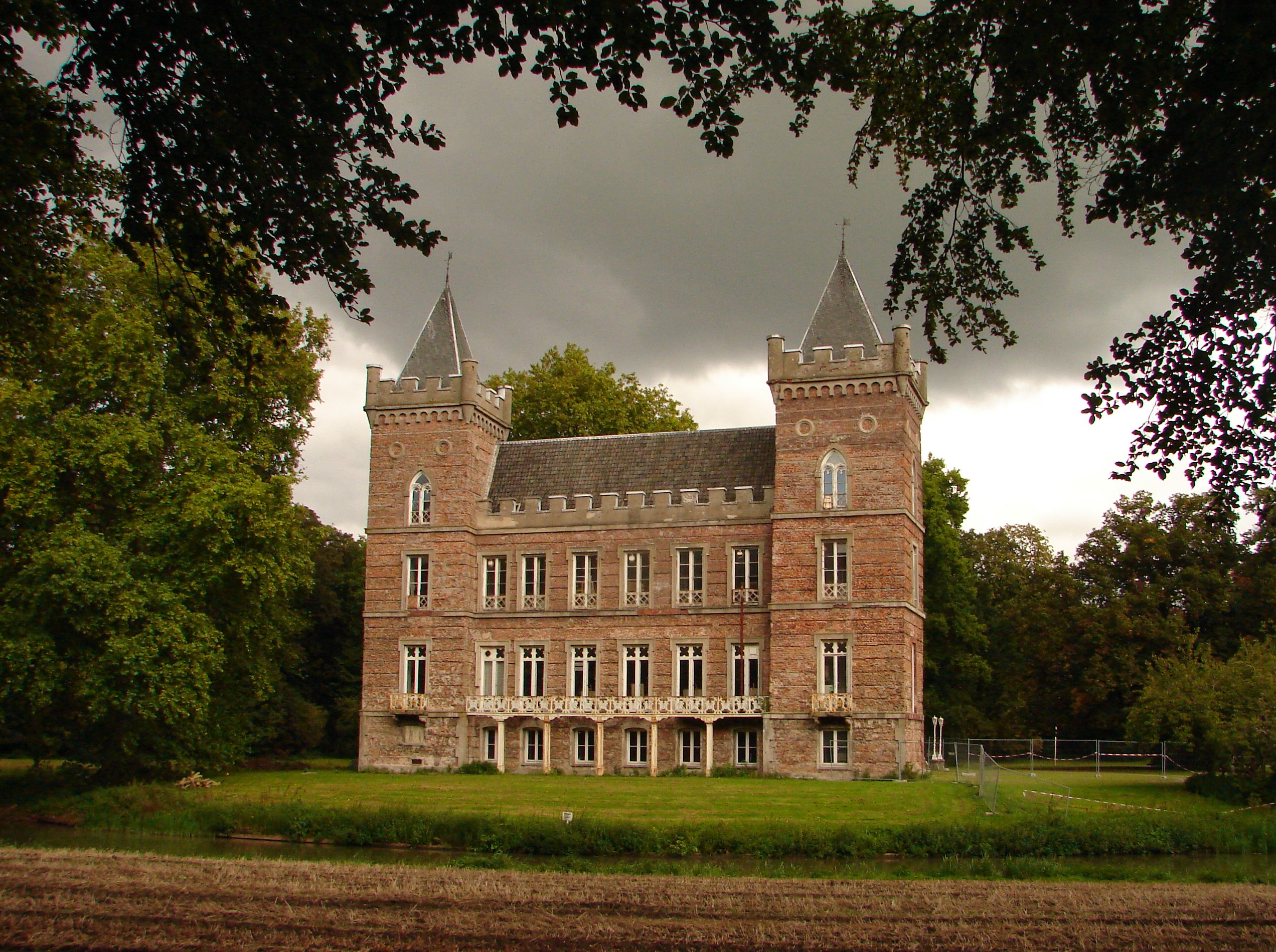

Beverweerd is een van oorsprong 13e-eeuws kasteel, en voormalige ridderhofstad, dat zich op een eilandje langs de Kromme Rijn bij het dorp Werkhoven bevindt in de Nederlandse provincie Utrecht. Het kasteel is omgeven door aangelegde tuinen, waarbij de Kromme Rijn zelf een belangrijke landschappelijke rol speelt. Het kasteel stond lang leeg en was niet toegankelijk voor publiek. Sinds 2006 woont en werkt schilder en kunstvervalser Geert Jan Jansen op Kasteel Beverweerd. In de omliggende tuinen kan gewandeld worden, wat een goed uitzicht op het kasteel en de Kromme Rijn biedt.

## Geschiedenis
De oudst bekende bewoner van Beverweerd is ridder Zweder van Zuylen. Op 27 oktober 1536 werd 'Klein Zuilenburg' als riddermatig goed erkend door de Staten van Utrecht. In 1563 erfde Filips Willem, de oudste zoon van Willem van Oranje, Beverweert; na zijn dood kwam het kasteel in 1620 in handen van zijn halfbroer Maurits, waarna het ruim 150 jaar in handen van de familie Nassau bleef, die overigens voornamelijk in 's Gravenhage woonde. In 1782 kwam Beverweert door het huwelijk van Henriette Jeanne Suzanna Marie van Nassau-LaLecq met baron Evert Frederik van Heeckeren (1755-1831) heer van Enghuizen en Beurse als erfenis in handen van Hendrik Jacob Carel Johan van Heeckeren van Enghuizen. Het bleef tot 1938 in de familie van Heeckeren, namelijk van Marguerite Christine gravin van Rechteren Limpurg-barones van Heeckeren, vrouwe van Enghuizen, Beverweerd en Odijk (1878-1938), waarna het overging op haar dochter Lutgardis.
In 1958 werd het kasteel door Lutgardis gravin van Rechteren Limpurg, vrouwe van Beverweerd en Odijk (1908-1989), echtgenoot van Constantin Friedrich graf von Castell-Castell (1898-1967), verkocht aan de stichting voor Quakerscholen in Nederland en werd het kasteel verbouwd om het geschikt te maken voor de vestiging van de 'Internationale Quaker School Beverweerd'. in 1971 is de naam veranderd in 'Internationale School Beverweerd'. Deze school heeft bestaan tot 1997.
Het gebouw heeft een tiental jaren leeg gestaan, tot de Stichting Philadelphia Vegetarisch Centrum uit Oosterbeek het op 17 mei 2005 kocht. De overdracht vond in september 2005 plaats. Op het terrein zouden zorgvoorzieningen en appartementen worden gerealiseerd voor oudere vegetariërs, de doelgroep van Philadelphia Vegetarisch Centrum. In afwachting van realisering van de plannen wordt het kasteel bewoond door Geert Jan Jansen. Anno 2009 werden de werkzaamheden wegens geldgebrek gestopt.

## Bouwgeschiedenis
Het oudste gedeelte van het kasteel (de rechthoekige woontoren) stamt uit de 13e eeuw. Vrij snel hierna zijn de zuidelijke en westelijke hoektorens aangebouwd. In de eerste helft van de 14e eeuw werd tegen de westtoren een vierkant gebouw neergezet, dat in de 16e eeuw werd verlengd tot voorbij de woontoren. Het gebouw werd in de loop van de tijd enkele keren verhoogd, waarna in de 17e eeuw de oude binnenplaats werd dichtgebouwd met een langwerpige vleugel tussen de beide hoektorens. In de negentiende eeuw werd het kasteel gemoderniseerd in neogotische stijl door de Utrechtse architect Christiaan Kramm. Hierbij werd het een regelmatig gevormd landhuis en werden kantelen toegevoegd. In 1934 werd het kasteel grotendeels van de pleisterlaag ontdaan. Rond 2010 is opnieuw een pleisterlaag aangebracht.

## Heerlijkheid

Heerlijkheidswapen

Filips Willem van Oranje (1554-1618) erfde van zijn overgrootmoeder Maria Bouchout de heerlijkheid Beverweerd. Filips Willem overleed kinderloos en zijn halfbroer Maurits erfde in 1618 de heerlijkheid van hem. Na de dood van Maurits in 1625 erfde een van zijn bastaardzoons Lodewijk van Nassau-Beverweerd de heerlijkheid. Deze familietak wordt de Nassau-Beverweerd-tak genoemd, later Nassau-Lalecq. De heerlijkheid Beverweerd bleef in deze familie tot eind 18e eeuw. De laatste die de heerlijkheidstitel erfde was Lutgardis gravin van Rechteren Limpurg, vrouwe van Beverweerd en Odijk (1908-1989). Met de verkoop aan de Quaker-school werd deze laatste de rechthebbende.

## Landgoed
Het landgoed Beverweerd is ruim 400 hectare groot. Het strekt zich uit van het dorp Werkhoven tot aan de Langbroekerwetering. Het is een afwisselend gebied dat bestaat uit landbouwgronden (graslanden, akkers en boomgaarden), loofbos en essenhakhout. Ook zijn er enkele oude lanen, waaronder de monumentale lindelaan tegenover de ingang naar het kasteelpark. Er zijn elf boerderijen, te herkennen aan de geel, groen en rode luiken. Het landgoed is een geliefd wandelgebied.
Het landgoed is eigendom van een Hilversumse slager, die er villa's wil bouwen. Hoewel hij daarvoor nog geen toestemming heeft van de gemeente Bunnik, begon hij begin januari 2022 alvast zonder kapvergunning de monumentale bomen op het landgoed om te hakken. De gemeente heeft voornamelijk maatregelen genomen om pottekijkers uit de buurt te houden.